# 铽
铽，是一種化學元素，其化學符號为Tb，原子序數为65，原子量為158.925354 u，属于镧系元素，也是稀土元素之一。常溫下铽為銀白色金屬，具有延展性、韌性且質地較軟。就像其他重稀土元素一样，它在乾燥空气中相對穩定，但在潮濕環境下會迅速氧化。铽拥有兩種晶型的同素異形體，轉化溫度為1289°C。
铽在自然界中不以純元素態存在，而是以化合物的形式存在於許多稀土礦物中，包括矽鈰石、矽鈹釔礦、獨居石 、磷釔礦和黑稀金礦等。铽在地殼中的豐度估計為1.2 mg/kg，在稀土元素中屬於含量較低的一種。目前尚未發現組分以鋱為主的礦物。

## 化学性质
铽是一种陽電性元素，可以被大多數酸（如硫酸）、所有鹵素、甚至被水氧化。
2 Tb (s) + 3 H2SO4 → 2 Tb3+ + 3 SO2−
4 + 3 H2↑
2 Tb + 3 X2 → 2 TbX3 (X = F, Cl, Br, I)
2 Tb (s) + 6 H2O → 2 Tb(OH)3 + 3 H2↑
铽在空氣中也容易氧化，形成混合+3、+4價鋱的氧化物七氧化四鋱：
8 Tb + 7 O
2 → 2 Tb
4O
7
铽最常見的氧化態是+3，例如氯化鋱（TbCl
3）。在固態下，+4態的鋱在諸如二氧化鋱（TbO
2）和四氟化鋱（TbF
4）等化合物中也已經被觀察到。在溶液中，铽通常形成+3態，但也可以在強鹼性水溶液條件下以臭氧將其氧化成+4態。

## 用途
世界上大部分的铽以氧化铽的形式用於陰極射線管和日光燈中的綠色磷光體。黃綠色的鋱磷光體加上紅色的三價銪磷光體和藍色的二價銪磷光體，可產生「白」光。通過調節不同磷光體的比例，可以產生不同色溫的白光。這種螢光系統一般應用在螺旋型日光燈泡中。一些電視機和電腦螢屏也同樣使用這種系統作為其三個原色。
釹鐵硼磁鐵中的部分釹可以替換為鋱和鏑，以提高矯頑力，从而改善磁铁的耐热性能，用於電動汽車的驅動馬達等性能要求較高的應用上。
鋱元素或鋱合金具有磁致伸縮性，會感應磁場的強度和方向而改變長短，能將任何物體表面轉變成擴音器。例如將鋱合金棒的一端壓入木桌，並施加強度隨音訊大小改變的磁場（纏繞線圈），金屬棒的外形變化能振動整張桌子，使桌面成為巨大的音訊傳遞表面，達到擴音效果。一般擴音器因阻抗匹配無法如此炮製，鋱合金是極少數能有此應用的物質。由鋱、鏑和鐵組成的Terfenol-D合金是常溫下已知磁致伸縮性最強的材料，被應用在執行器、海軍聲納系統、傳感器、SoundBug揚聲器等設備中。
鋱被用作氟化鈣、鎢酸鈣和鉬酸鍶等固態元件所使用的材料之摻雜劑，也與二氧化鋯一同用作在高溫下運作的燃料電池之晶體穩定劑。
鋱的螢光特性還被用於檢測內生孢子，當鋱和內生孢子特有的大量吡啶二羧酸結合後，在紫外線燈的照射下會產生光致發光現象，將內生孢子顯示為明亮的綠色螢光斑點。此法除了可以檢測太空飛行器及空間站中微生物的存在，還可以幫助軍隊檢測致病細菌，例如炭疽病的病原體，並且在醫療、製藥和其他領域也具有很好的應用前景。

## 外部連結
- 元素铽在洛斯阿拉莫斯国家实验室的介紹（英文）
- —— 铽（英文）
- 元素铽在The Periodic Table of Videos（諾丁漢大學）的介紹（英文）
- 元素铽在Peter van der Krogt elements site的介紹（英文）
- WebElements.com – 铽（英文）